# シャイラ (小惑星)
シャイラ (596 Scheila) は、小惑星帯に位置する小惑星である。

## 概要
1906年2月21日に、ハイデルベルクのケーニッヒシュトゥール天文台で、アウグスト・コプフによって発見された。コプフの友人でハイデルベルク大学の学生だった、イギリス人女性にちなんで命名された。

## 小天体の衝突
2010年12月11日、カタリナ・スカイサーベイのスティーヴ・ラーソンにより、シャイラがアウトバーストを起こして彗星状になっているのが発見され、2011年2月ごろまで観測できた。その後、ハッブル宇宙望遠鏡とスウィフト宇宙望遠鏡の観測により、シャイラのダストからは彗星特有の成分（水酸基やシアンなど）は検出されなかった。画像の分析から、小天体が30度以下の非常に低い角度でシャイラに衝突し、クレーターを形成したと考えられている。その後、むりかぶし望遠鏡とすばる望遠鏡の観測により、2010年12月2日の21時から3日19時（日本時間）の間に20-50mの小天体がシャイラの後方（公転方向の反対側）から衝突し、その際に噴出した直径0.1-100μmの数10万トンものダスト噴出物により、3つの尾が形成されたことが判明した。この時に形成されたクレーターの規模は、500-800mと推定されている。